# Staatsarchiv Thurgau
Das Staatsarchiv Thurgau ist das staatliche Archiv des Schweizer Kantons Thurgau. Es besteht, seit es den selbständigen Kanton Thurgau (2. März 1798) mit eigener Verwaltung gibt, und befindet sich in Frauenfeld. Leiter des Archivs ist Staatsarchivar André Salathé.

## Bestände
Das älteste Dokument des Staatsarchivs datiert vom 7. Januar 1125 und stammt aus dem Archiv des Klosters Kreuzlingen. Dabei handelt es sich um ein Diplom Kaiser Heinrichs V. für das Kloster Kreuzlingen, worin er diesem das Recht bestätigt, das von Bischof Konrad von Konstanz erbaute und inzwischen zerfallene Hospitium zu erneuern.
Die Bestände enthalten das Archiv der Tagsatzung in Frauenfeld 1713–1797.

## Geschichte

Urkunde des Vertrags der Eidgenossen mit dem Gerichtsherrenstand im Thurgau vom 20. Juli 1509

Anfänglich ordneten und archivierten Kanzleibeamte historisches Material, bis Johann Adam Pupikofer von 1840 bis 1880 als erster eigentlicher Archivar tätig war. Sein Nachfolger wurde der Lehrer und Bibliothekar Johannes Meyer (1835–1911). Die Thurgauer Regierung beauftragte ihn, das alte Staatsarchiv, welches die Pergamente der ehemaligen Klöster und Gerichtsherrschaften enthielt, zu ordnen. Da er die etwa 14'000 Urkunden nur in seiner Freizeit durchsehen, reinigen, nach dem heutigen Kalender datieren und in Umschläge mit Aufschrift verpacken konnte, dauerte dieses Unterfangen mehrere Jahre.
1868 wurde im Erdgeschoss des neuen Regierungsgebäudes das Archiv eingerichtet. Die unsachgemässe Benutzerordnung, besonders bei der Verwaltung, die ungehinderten Zugang zum Archivmaterial hatte, ohne für die nötige Wiederherstellung der Einordnung zu sorgen, führte bald zu grosser Unübersichtlichkeit, die noch verschlimmert wurde, als die Motorfahrzeugkontrolle im Archivteil des Regierungsgebäudes ihre Amtsstuben erhielt.
1936/1937 gelang die bauliche Erneuerung des Staatsarchives. Sobald die Räume vorhanden waren, rückte die wichtige Aufgabe der neuen Archivordnung in den Vordergrund, und im Zusammenhang damit musste die neue Archivverwaltung geregelt werden. Der Aufbau der neuen Archivordnung wurde in einem vom Regierungsrat am 10. August 1937 erlassenen Archivreglement festgehalten und 1940 realisiert. Ab 1937 war Bruno Meyer (1911–1991) für mehr als vierzig Jahre hauptamtlicher Staatsarchivar.